# フィリップ・ミナリク
フィリップ・ミナリク（Filip Minarik、1975年3月10日 - 2023年9月4日）は、ドイツの元騎手である。チェコ・プラハ出身。騎手時代にドイツで4度のリーディングを獲得した名手。

## 来歴
1975年3月10日、旧チェコスロバキア社会主義共和国の首都プラハで生まれる。チェコのリーディングジョッキーだった父の影響で幼少期より騎手を志す。1991年9月、同国にて16歳で騎手デビュー。1997年、ドイツの騎手免許を取得。2004年、ケーニヒスティーゲリュでイタリアのグランクリテリウムを制し、G1初制覇。2005年はドイツの名伯楽ペーター・シールゲン調教師の主戦騎手として110勝を挙げ、初のドイツリーディングを獲得した。以降もドイツの大レースを次々と制覇し、2018年までに4度リーディングの座についた。
2014年のジャパンカップでアイヴァンホウに騎乗するため初来日。パドックから地下馬道を通って本馬場に出た瞬間、本人曰く「サッカーのワールドカップのような雰囲気」に感動し、JRAの短期騎手免許取得を熱望するようになる。アンドレアシュ・シュタルケを通して関係者へのコネクションを作り、2017年のドイツリーディング獲得で申請が認められ、2018年2月7日から4月2日の期間で初めて短期騎手免許を取得した（身元引受調教師は加藤征弘、契約馬主は吉澤克己）。同年2月11日、東京1Rをウインメディウムで制し、JRA初勝利を挙げた。
2018年はJRA9勝。翌年以降も継続して短期騎手免許を取得し、2019年は11勝、2020年は9勝を挙げた。
2020年7月3日、ドイツのマンハイム競馬場でのレースで落馬。命に別状はないと診断されたものの、一時意識不明の重体に陥った。4ヶ月間の治療の末に退院したものの騎手復帰は不可能となり、引退することになった。
騎手引退後も競馬場など公の場には姿を現していたが、2023年9月4日に自殺した。48歳没。ドイツメディアの報道によると重度のうつ病を患っていたという。

## 人物
- 茶のいれ方を学んでいるほどの日本茶愛好家である[13]。
- 2017年の第37回ジャパンカップ（JC）の際は、同じくJCで騎乗したダニエレ・ポルクと同じ飛行機で来日。元々ポルクとは大親友であり、ポルクとは「また一緒に日本に乗りに来よう」と語っていたが、直後にポルクが末期がんに侵されていることが発覚、翌年1月にポルクは逝去した。死後ポルクの鞍を遺族から譲り受けたミナリクは、その鞍をレースでも使用していた[14]。
  - しかし2020年、日本に短期免許で来日した際に、そのポルクの鞍が壊れていることが発覚。補修業者からは「もう寿命」と言われたが、前述のような事情があることからミナリクは「なんとか補修できないか」と要望し、結局新品の鞍と合体させる形で再度使用できる状態にまで修復された[14]。
  - またこのとき、合わせてソメスサドル製の鞍を購入し、帰国後も愛用していた。落馬事故でキャリアを絶たれた際に、この鞍を後輩のレネ・ピーヒュレクに譲った。ピーヒュレクは2021年の凱旋門賞ではこの鞍でトルカータータッソに騎乗し、優勝した[15]。

## 騎乗成績

### 日本
|                            | 日付           | 競馬場・開催    | 競走名         | 馬名             | 頭数 | 人気 | 着順 |
| -------------------------- | -------------- | --------------- | -------------- | ---------------- | ---- | ---- | ---- |
| 初騎乗 重賞初騎乗 GI初騎乗 | 2014年11月30日 | 5回東京9日目11R | ジャパンカップ | アイヴァンホウ   | 18頭 | 12   | 6着  |
| 初勝利                     | 2018年2月11日  | 1回東京5日目1R  | 3歳未勝利      | ウインメディウム | 16頭 | 6    | 1着  |

## G1勝ち鞍
レーシング・ポスト電子版のデータベースに基づく。
- ドイツ
  - バーデン大賞 - 2006年プリンスフローリ、2010年ナイトマジック、2014年アイヴァンホウ、2017年ギニョール
  - バイエルン大賞 - 2012年テミダ、2014年アイヴァンホウ、2015年イトウ、2017年ギニョール
  - ドイツオークス - 2012年サロミナ、2018年ウェルタイムド
  - ダルマイヤー大賞 - 2014年ジュリアーニ
  - ドイツ賞 - 2005年ゴンバルダ
  - オイロパ賞 - 2005年ゴンバルダ

（2018年時点で存在の）ドイツG1はドイチェスダービーのみ未勝利だった。
- イタリア
  - グランクリテリウム - 2004年ケーニヒスティーゲリュ